# Mikael Blomkvist
Carl Mikael Blomkvist és un dels protagonistes de la trilogia Millennium de Stieg Larsson, amb qui comparteix alguns paral·lelismes biogràfics. Mikael Blomkvist és cofundador i redactor en cap de la revista Millennium. En aquestes novel·les el Mikael Blomkvist és coprotagonista junt a la jove investigadora Lisbeth Salander.
Mikael Blomkvist, al contrari que la Lisbeth Salander, té la imatge i l'actitud, sense poder-ho evitar, del primer de la classe. És un periodista expert en economia i compromès socialment, que pensa que la seva feina és fer pública la corrupció i els interessos econòmics dels ciutadans respecte a les inversions públiques per part dels polítics. D'una família més aviat humil, a la universitat va conèixer l'Erika Berger, una noia de bona família amb qui va fundar la revista Millennium, segons els ideals d'ambdós. Des de llavors manté amb l'Erika una relació de parella atípica, no volen casar-se ni viure junts, ambdós s'han casat amb terceres persones sense deixar de veure's i sense amagar-se. Tant el marit actual de l'Erika com els treballadors de Millennium saben i accepten que estan embolicats. El Mikael manté relacions amoroses amb algunes altres dones, al llarg de la trilogia, sense trencar la seva amb l'Erika.
Alguns el consideren d'esquerres, però ell considera que la lluita contra la corrupció és interessant tant per la dreta com per l'esquerra. A la seva joventut, un dia va tenir la sort de publicar a tots els diaris una foto d'una persona que, per casualitat, estava al costat de la seva casa de vacances, en un lloc perdut. Alguns van anomenar-li Kalle, de Carl (el seu primer nom, que no usa mai), com el nen detectiu protagonista d'una sèrie d'Astrid Lindgren. Des d'aleshores, els seus detractors li diuen Kalle Blomkvist. És soci propietari de Millennium, una revista amb una desena de treballadors, juntament amb l'Erika Berger i el fotògraf i dissenyador gràfic Christer Malm. A la primera novel·la un empresari l'acusa de difamació i Mikael ha d'anar a la presó, també rep pressions i amenaces perquè no publiqui certes coses.

## Mikael Blomkvist al cinema
Les tres novel·les protagonitzades pel periodista Mikael Blomkvist han estat portades al cinema l'any 2009. A les pel·lícules, el personatge de Mikael Blomkvist ha estat interpretat per Michael Nyqvist.